# 1900 v loďstvech
Tento článek obsahuje významné události v oblasti loďstev v roce 1900.

## Události
- 20. ledna – Německému parlamentu byl předložen návrh druhého Tirpitzova zákona o válečném loďstvu, který měl posílit válečné loďstvo na stav 38 bitevních lodí, 20 pancéřových a 45 lehkých křižníků.
- 12. června – Německý parlament schválil druhý zákon o válečném loďstvu.
- 17. června – Mezinárodní výsadek 904 námořníků dobyl čínskou pobřežní pevnost Ta-Ku, čímž byla zahájena ozbrojená intervence proti povstání boxerů.

## Lodě vstoupivší do služby
- únor –  HMS Ocean – bitevní loď třídy Canopus

- 13. února –  SMS Kaiser Wilhelm II. – bitevní loď třídy Kaiser Friedrich III.

- 20. února –  USS Kearsarge (BB-5) – bitevní loď třídy Kearsarge

- březen –  HMS Goliath – bitevní loď třídy Canopus

- 1. dubna –  SMS Fürst Bismarck – pancéřový křižník (samostatná jednotka)

- 8. května –  HMS Cobra – torpédoborec

- 15. května –  USS Kentucky – bitevní loď třídy Kearsarge

- 23. května –  SMS Kaiser Karl VI. – pancéřový křižník (samostatná jednotka)

- 29. května –  SMS Aspern – chráněný křižník třídy Zenta

- 8. května –  HMS Electra – torpédoborec třídy Brazen

- 20. června –  Jakumo – pancéřový křižník

- 27. července –  Azuma – pancéřový křižník

- září –  Saint Louis – predreadnought třídy Charlemagne

- 16. října –  USS Alabama (BB-8) – bitevní loď třídy Illinois

- říjen –  SMS Freya – chráněný křižník třídy Victoria Louise

- říjen –  HMS Glory – bitevní loď třídy Canopus

- SMS Tiger – dělový člun třídy Iltis

- SMS Luchs – dělový člun třídy Iltis